# Ā
Ā، ā نویسه‌واره‌ای است آمیخته از یک حرف A و یک ماکرون (-) بر فراز آن. Ā در برخی زبان‌ها نشان‌دهندهٔ واکهٔ بلند است، مانند زبان‌های بالتیک دربرگیرندهٔ زبان لتونیایی و ساموگیتی، و زبان‌های پولینزیایی شامل زبان مائوری. همچنین در زمینهٔ نویسه‌گردانی برخی زبان‌هایی که الفبای غیر لاتین دارند از این حرف استفاده شده‌است، مانند زبان‌های فارسی، عربی، ژاپنی (روماجی). همچنین در پین‌یین نیز از این نویسه‌واره استفاده‌می‌شود.
در لاتین نویسی پارسی برای آ ا میباشد. برای نمونه در Irān.